# الكسندر جويل
الكسندر جويل (بالإنجليزية: Alexander Joel)‏ هو عازف بيانو وموسيقي بريطاني، ولد في 1971 في لندن الكبرى في المملكة المتحدة.

## وصلات خارجية
- الكسندر جويل على موقع IMDb (الإنجليزية)